# Alajský hřbet
Alajský hřbet (rusky Алайский хребет) je horský hřbet ve střední Asii náležící do horské soustavy Pamíro-Alaje. Leží takřka výhradně na území Kyrgyzstánu, pouze jeho nejzápadnější část tvoří hranici mezi Kyrgyzstánem a Tádžikistánem a jeho nejvýchodnější část tvoří hranici mezi Kyrgyzstánem a Čínou. Ze západu navazuje v Matčinském horském uzlu na Turkestánský a Zeravšanský hřbet, ze severu je obklopen Ferganskou kotlinou, na východě navazuje na horská pásma Ťan-šanu, z jihu je od Zaalajského hřbetu Pamíru oddělen Alajskou dolinou. Dosahuje délky 350 km a šířky 20 km. Nejvyšším bodem je 5544 m n. m. vysoký Pik Tandykul.

## Geologie a geomorfologie
Alajský hřbet byl, stejně jako celý Pamiro-Alaj, vyvrásněn již Hercynským vrásněním v paleozoiku. Dalšími horotvornými procesy pak prošel při vrásnění Kimmerském a Alpinském. Pohoří je tektonicky aktivní do současnosti a jsou zde četná zemětřesení.

Horský hřbet má asymetrickou stavbu - severní svah je pozvolný a vybíhá z něj řada bočních hřbetů, jižní svah je příkrý a krátký.